# Ed, Edd & Eddy: Il grande film
Ed, Edd & Eddy: Il Grande Film (Ed, Edd n Eddy's Big Picture Show) è un film per la televisione riguardante Ed, Edd & Eddy, come finale della serie, realizzato e diretto da Danny Antonucci. Il film è stato mandato in onda negli Stati Uniti l'8 novembre 2009.
Il film in Italia è stato mandato in onda mesi prima che negli Stati Uniti: precisamente il 24 luglio 2009 su Cartoon Network.

## Trama
Il quartiere di Peach Cheek è distrutto a causa di una truffa particolarmente malriuscita e dannosa (i cui dettagli e generalità non vengono mai specificati) di Ed, Edd e Eddy. I ragazzi del quartiere vittime del tiro mancino (Kevin, Nazz, Ralf e Jonnino), furiosi per quanto capitato, decidono di farla pagare come si deve al trio, ma poco prima che possano acciuffarli gli Ed riescono a fuggire dalla rivolta utilizzando l'auto del fratello di Eddy. Sarah e Jimmy, assistendo al grande trambusto causato dai ragazzi del quartiere, decidono di seguire il gruppo per godersi il pestaggio degli Ed.
Scampati al lungo e disperato inseguimento Eddy suggerisce di andare a rintanarsi da suo fratello maggiore (menzionato diverse volte nella serie televisiva e avente una grande fama nel quartiere, ma mai apparso di persona) fintanto che non si saranno calmate le acque, essendo Eddy sicuro che se qualcuno dei ragazzi provasse a minacciarli suo fratello li sistemerebbe per bene; i tre partono quindi alla ricerca del leggendario fratello di Eddy usando tutti gli indizi a loro disposizione per capire dove abiti. I ragazzi del quartiere sono ancora sulle tracce degli Ed, pronti a scatenare la loro impietosa vendetta su di loro e per ritrovarli si sono divisi in tre gruppi: Ralf con il suo maiale Wilfred, Kevin e Nazz, Jonnino e Tavoletta. Nel frattempo Jimmy e Sarah incappano per sbaglio nelle sorelle Panzer e le informano involontariamente della situazione, così il trio di sorelle inizia a loro volta a braccare gli inseguitori per proteggere i loro "maritini".
Gli Ed affrontano varie peripezie e dopo aver attraversato una steppa deserta, un pascolo di mucche, un campo di girasoli, una fabbrica di articoli per scherzi abbandonata, un ruscello e una palude, arrivano finalmente al luna park costiero Mondo a Go-Go, dove abita il fratello di Eddy. Sul posto arrivano anche le Panzer che nel frattempo hanno catturato Ralf, Kevin e Nazz, subito seguite da Jimmy e Sarah: Eddy davanti agli occhi di tutti bussa alla porta di suo fratello, che entra in scena. Quando Eddy gli chiede aiuto, l'uomo, inizialmente pacato, si rivela in realtà una persona gretta e spregevole, mettendosi a torturarlo senza motivo e prendendo in giro lui, Ed e Edd. I ragazzi di Peach Cheek, che assistono alla scena sempre più indignati, si schierano infine contro l'energumeno e sarà Ed a dargli il colpo di grazia, mettendolo fuori gioco.
Eddy, in lacrime, rivela a tutti che tutte le storie che raccontava su suo fratello erano in realtà false e che se le era inventate solo per risultare popolare, amato e rispettato, ed essere accettato dai ragazzi del quartiere. Alla luce dei fatti e finita questa disavventura, dopo essersi scusati con gli altri, gli Ed diventano finalmente amici dei ragazzi di Peach Cheek. I festeggiamenti vengono però interrotti da Jonnino, che piomba all'improvviso nelle vesti di Capitan Testa di Cocomero e assalta gli Ed, ignaro di quanto appena accaduto; viene quindi immediatamente fermato e pestato da Sarah, Kevin, Ralf e Nazz per tradimento. Le Panzer intanto trascinano il fratello di Eddy ancora stordito nella sua roulotte per "punirlo" di ciò che ha fatto. Gli Ed vengono portati in trionfo fino al loro quartiere, pronti a ricominciare una nuova vita senza più scherzi di cattivo gusto per sempre.
In una scena dopo i titoli di coda si vedono Jonnino e Tavoletta nel loro nascondiglio che spiano i ragazzi mentre festeggiano. Jonnino, ormai impazzito del tutto e passato dalla parte del male, si trasforma nella nemesi di Capitan Testa di Cocomero, ossia La Zucca, e vuole avere vendetta sui ragazzi del quartiere per quello che ha subito. Purtroppo per lui Tavoletta lo informa che non c'è più tempo perché il film ormai è finito, lasciando Jonnino confuso riguardo a "quale film" si stesse riferendo il suo amico.

## Doppiatori
| Personaggio      | Doppiatore originale | Doppiatore italiano |
| ---------------- | -------------------- | ------------------- |
| Ed               | Matt Hill            | Edoardo Nevola      |
| Edd              | Samuel Vincent       | Luigi Rosa          |
| Eddy             | Tony Sampson         | Roberto Draghetti   |
| Kevin            | Kathleen Barr        | Gianluca Crisafi    |
| Jonnino          | David Paul Groove    | Tatiana Dessi       |
| Jimmy            | Keenan Christenson   | Roberto Certomà     |
| Sarah            | Janyse Jaud          | Perla Liberatori    |
| Nazz             | Erin Fitzgerald      | Valentina Tomada    |
| Ralf             | Peter Kelamis        | Maurizio Fiorentini |
| Lee              | Janyse Jaud          | Ilaria Giorgino     |
| Marie            | Kathleen Barr        | Deborah Ciccorelli  |
| May              | Erin Fitzgerald      | Rachele Paolelli    |
| Fratello di Eddy | Terry Klassen        | Pasquale Anselmo    |